# Affaire Tsimanouskaya

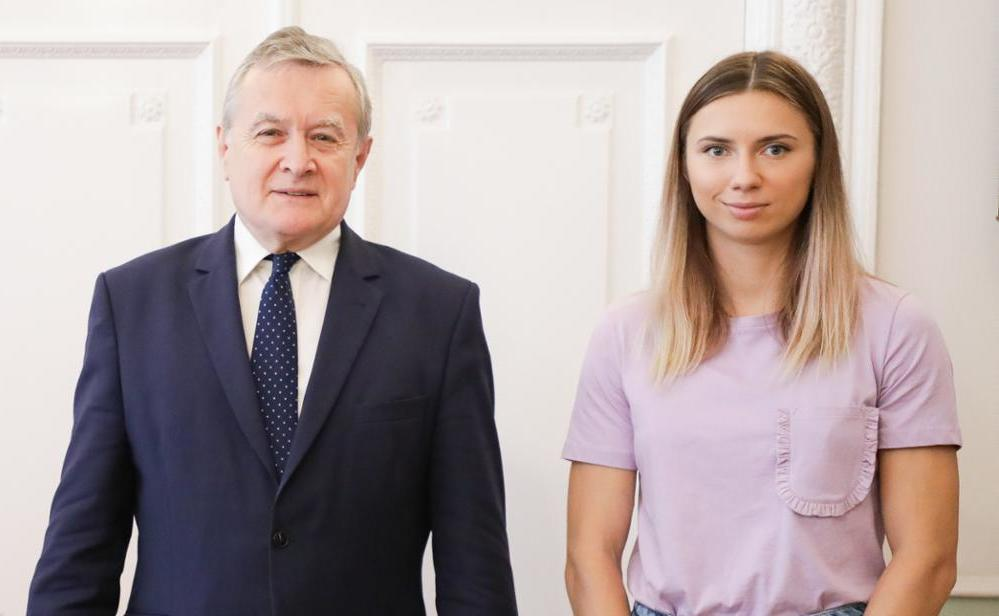
Krystsina Tsimanouskaya avec le vice-Premier ministre polonais Piotr Gliński après son arrivée en Pologne, le 9 août 2021.

L’affaire Tsimanouskaya est un scandale provoqué par la Biélorussie aux Jeux olympiques d'été de 2020 lorsqu'il est signalé, le 1er août 2021, que la sprinteuse biélorusse Krystsina Tsimanouskaya est sur le point d'être rapatriée en Biélorussie depuis Tokyo, contre son gré, et a été retirée de la compétition aux Jeux olympiques d'été de 2020 pour avoir publié, sur les réseaux sociaux, une vidéo qui critiquait ses entraîneurs.
Krystsina Tsimanouskaya est alors mise sous la protection de la police japonaise jusqu'à ce qu'elle reçoive un visa humanitaire de la Pologne. Elle s'envole pour Varsovie quelques jours plus tard. Le Comité international olympique et d'autres pays ont critiqué les actions de la Biélorussie, notamment en lui imposant des sanctions supplémentaires.

## Contexte
Le président biélorusse Alexandre Loukachenko a un intérêt particulier pour le sport, le considérant comme une base idéologique de son régime, et les athlètes sont plus susceptibles d'être la cible de Loukachenko selon Amnesty International parce qu'ils sont favorisés par l'État. En tant que tel, s'exprimer est considéré comme plus perfide. Un certain nombre d'athlètes biélorusses ont critiqué directement Loukachenko et certains ont été interdits et emprisonnés pour avoir participé à des manifestations.
Le 7 décembre 2020, à la suite d'allégations d'intimidation d'athlètes et même de torture, le Comité international olympique (CIO) a annoncé plusieurs mesures provisoires prises à l'encontre du Comité national olympique de la république de Biélorussie (CNO RB). Parmi ces mesures figurait l'interdiction de la commission exécutive du CNO RB « de tous les événements et activités du CIO, y compris les Jeux olympiques ». Le président du conseil d'administration à l'époque était Alexandre Loukachenko, tandis que le premier vice-président du conseil était son fils aîné, Viktor Loukachenko (en). Les mesures devaient expirer une fois que le conseil exécutif du CNO RB a tenu ses élections fin février 2021. Ces élections ont permis à Viktor Loukachenko d'occuper le double rôle de président et de premier vice-président du conseil d'administration. Deux semaines plus tard, le 8 mars, le CIO a renouvelé ses précédentes mesures contre la commission exécutive du CNO BR en ajoutant de nouvelles mesures.
Avant les Jeux olympiques d'été de 2020, trois athlètes biélorusses ont été disqualifiés pour n'avoir pas subi le nombre requis de tests de dépistage de drogue en vue des Jeux olympiques.

### Vidéo de Krystsina Tsimanouskaya
Le 30 juillet 2021, Krystsina Tsimanouskaya a enregistré une vidéo Instagram critiquant des responsables du CNO RB, affirmant qu'ils l'avaient engagée sans la consulter dans la course de relais 4 × 400 m, distance qu'elle n'avait jamais disputée. Elle a déclaré que le CNO RB l'avait inscrite parce que les athlètes qui devaient initialement concourir étaient ceux qui avaient été disqualifiés avant les Jeux. Tsimanouskaya a également imputé le problème des tests au CNO RB.

## Tentative de rapatriement forcé
Le 1er août 2021, les médias biélorusses ont rapporté la tentative de rapatrier de force Krystsina Tsimanouskaya en Biélorussie après avoir partagé une autre vidéo de l'aéroport de Haneda à Tokyo, demandant de l'aide. Tsimanouskaya a expliqué plus tard que, alors qu'elle était transportée à l'aéroport, elle a reçu un appel de sa grand-mère qui a expliqué la réaction domestique à sa vidéo et l'a avertie de ne pas revenir, car la famille craignait qu'elle soit emmenée dans un établissement psychiatrique si elle retournait en Biélorussie. Elle a alors décidé de ne pas revenir, et elle a enregistré une autre vidéo de l'aéroport.
La Fondation biélorusse de solidarité sportive (BSSF) a appelé les journalistes et les membres de la diaspora biélorusse (en) au Japon à rencontrer Krystsina Tsimanouskaya à l'aéroport. Elle a attiré l'attention des policiers à l'aérogare, qui l'ont placée en garde à vue dans un hôtel de l'aéroport pendant la nuit. Tsimanouskaya a dit aux journalistes qu'elle avait peur de retourner en Biélorussie, et elle avait l'intention de demander l'asile en Autriche, où elle s'entraîne souvent.

## Réponse internationale
L'incident a retenu l'attention de la communauté internationale et plusieurs pays ont déclaré qu'ils étaient prêts à offrir à Krystsina Tsimanouskaya un visa et une protection. Le 2 août, elle est entrée à l'ambassade de Pologne à Tokyo (en), où elle et son mari, le sprinteur Arseniy Zdanevich, ont obtenu des visas humanitaires pour le pays. Zdanevich s'était enfui en Ukraine après avoir appris la nouvelle, affirmant qu'il n'avait pas hésité à quitter la Biélorussie, affirmant cependant que lui et Tsimanouskaya étaient complètement apolitiques : « Nous n'avons jamais eu de relations, jamais soutenu l'opposition. Nous ne sommes que des sportifs normaux, nous sommes juste dévoués au sport et nous ne sommes pas intéressés par le mouvement d'opposition. »
Le CIO a confirmé qu'ils protégeaient également Krystsina Tsimanouskaya et que le Haut Commissariat des Nations unies pour les réfugiés était impliqué. Le gouvernement japonais a assuré aussi sa sécurité. Le 3 août, on lui a accordé un visa humanitaire au Japon et le ministre japonais des Affaires étrangères Toshimitsu Motegi a indiqué qu'elle était dans une « situation sûre ».
Bien que la majeure partie de l'Europe occidentale lui ait offert sa protection le 2 août, Tsimanouskaya aurait choisi de demander l'asile en Pologne car le pays lui avait expressément offert la possibilité de continuer à concourir. Le CIO a pris contact avec des responsables du Comité olympique polonais le 3 août concernant la reprise de la compétition par Tsimanouskaya. Le 4 août, Tsimanouskaya s'est envolée pour l'aéroport de Varsovie-Chopin, où elle a été accueillie par des responsables polonais ainsi que des expatriés biélorusses portant des œillets, symbole de résistance, et le drapeau blanc-rouge-blanc de la Biélorussie, qui a été officiellement hissé entre 1991 à 1995 et a été largement utilisé lors des manifestations biélorusses de 2020-2021.

## Réactions en Biélorussie
Malgré l'affirmation de Zdanevich selon laquelle Krystsina Tsimanouskaya était apolitique, de nombreux partisans du gouvernement biélorusse lui ont envoyé des messages menaçants ; le BSSF a déterminé que sa vie serait en danger si elle retournait en Biélorussie et l'a encouragée à se rendre en Pologne. La télévision d'État biélorusse Belarus 1 a rapporté le 31 juillet qu'elle avait été retirée de l'équipe pour « manque d'esprit sportif », affirmant qu'elle était « paresseuse », « très mal élevée » et « antipatriotique », et ne méritait pas de représenter la Biélorussie. Il critiquait également l'attitude rigoriste du CIO qui interdisait aux premiers relayeurs de concourir.
Le CNO RB, qui a retiré Krystsina Tsimanouskaya de la compétition à la suite de la vidéo Instagram, s'est dit le 1er août préoccupé par « l'état émotionnel et psychologique [de l'athlète]... selon les médecins ». Krystsina Tsimanouskaya a dit qu'elle n'avait vu aucun médecin.

### Autres athlètes
Plusieurs autres athlètes biélorusses ont exprimé leur soutien à Krystsina Tsimanouskaya, tandis que d'autres l'ont condamnée. Certains contactés par The Guardian ont refusé de parler, voulant également rester à l'écart de la politique. Le 4 août, les athlètes biélorusses Yana Maksimava et Andrei Krauchanka ont également annoncé qu'ils ne retourneraient pas dans le pays mais chercheraient refuge en Allemagne, où ils s'entraînent. Krauchanka a déjà été détenu en Biélorussie pour avoir participé à des manifestations.

## Enquête du CIO
Le 3 août, le CIO a ouvert une enquête sur l'incident, exigeant un rapport du CNO RB d'ici la fin de la journée expliquant pourquoi ils ont tenté de rapatrier Tsimanouskaya. Une commission disciplinaire, au cours de laquelle Tsimanouskaya devait témoigner, était prévue pour le 6 août. Ce jour-là, dans le cadre de l'enquête, le CIO a révoqué l'accréditation de deux délégués biélorusses, l'entraîneur en chef d'athlétisme Yuri Moisevich et le responsable de l'équipe Artur Shimak, qui ont été invités à quitter le village olympique. Le CIO a ajouté qu'ils auront l'occasion « d'être entendus ». Le président du CIO Thomas Bach et le ministère japonais des Affaires étrangères ont tous deux fait des déclarations le 6 août décrivant ce qui est arrivé à Tsimanouskaya comme « déplorable » et « injuste ».

## Sanctions
Les États-Unis, le Canada et le Royaume-Uni ont mis en œuvre des sanctions financières coordonnées contre la Biélorussie le 9 août. Loukachenko s'est montré critique envers le Royaume-Uni et le Canada, qualifiant les nations de « chiens de compagnie de l'Amérique », leur disant de s'étouffer avec leurs sanctions et qu'il préférerait avoir des pourparlers avec l'Occident plutôt que de s'engager dans une guerre des sanctions. Le même jour, l'Union européenne a déclaré qu'elle pourrait recourir à davantage de sanctions, car la Biélorussie avait continué de défier les recommandations internationales, le même jour, citant le cas de Tsimanouskaya parmi d'autres incidents depuis le 9 août 2020.

### Réponse biélorusse aux sanctions
Après avoir accordé des visas à Krystsina Tsimanouskaya et à son mari, la Pologne a déclaré que la Biélorussie, que l'UE a précédemment accusée de facilitation parrainée par l'État de la traite des êtres humains et du trafic de migrants, a commencé à envoyer des migrants qu'elle avait fait venir du Moyen-Orient en Pologne en tant qu'arme politique. Le 5 août, l'UE a convoqué des responsables biélorusses à Bruxelles pour s'expliquer, la Commission européenne avertissant Loukachenko de cesser d'utiliser les migrants comme outils.
Le 9 août, premier anniversaire de sa réélection controversée, Loukachenko a tenu une longue conférence à Minsk, affirmant qu'il pensait que Krystsina Tsimanouskaya n'aurait pas fait les allégations elle-même et affirmant qu'elle avait été manipulée par des gens en Pologne.